# أنجلوآربك
الألفبائية العربية الإنجليزية (أنجلوآربك) هو نظام كتابة صوتية، وضعه الإندونيسي بنجس هو [الإندونيسية]، لكتابة أصوات اللغة الإنجليزية بحروف مشتقة من العربية. يقوم نظامه على رسم الأصوات المتشابهة في الإنجليزية بحروف متشابهة في العربية بغض النظر عن وجه نطق هذه الحروف.